# Gunda Gunde 151

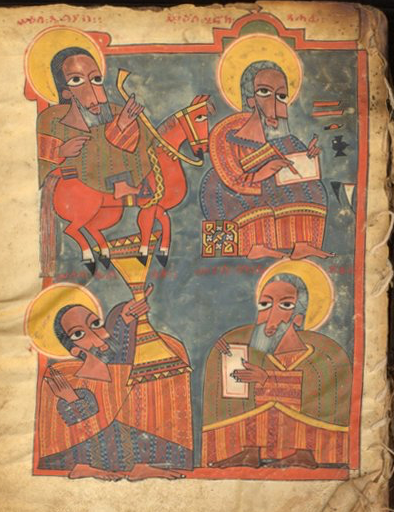
Darstellung Elias, Henochs (oben), Elischas und Esras (unten) in Gunda Gunde 151. Während Elia und Elischa (links) durch die Übergabe des Mantels verbunden sind, haben Henoch und Esra (rechts) jeweils ein Buch in der Hand und sind als „Schreiber“ (Ge’ez: ጸሓፊ ṣaḥāfi) bezeichnet. Durch die Schreibutensilien und den Schreiberhocker ist Henoch als Schriftsteller gekennzeichnet.

Die Handschrift Gunda Gunde 151 ist eine der bedeutendsten Ge’ez-Handschriften des 1. Henochbuches.

## Beschreibung
Die Henochhandschrift Gunda Gunde 151 gehört zur Sammlung des Klosters Gunda Gunde im Nordosten der Region Tigray in Äthiopien und stammt aus dem 15. oder 16. Jahrhundert. Zur genaueren Datierung gibt es unterschiedliche Angaben. Michael Gervers schätzt ein, dass die Handschrift aus dem 15. Jahrhundert stammt, während Mirjam J. Bokhorst aus paläographischen Gründen das späte 15. oder frühe 16. Jahrhundert als wahrscheinliche Entstehungszeit angibt.
Der eigentlichen Handschrift vorn angeheftet ist ein Blatt mit Miniaturen, wobei die Darstellung Henochs als eine der schönsten in der äthiopischen Buchmalerei gilt. Die Darstellungen stammen aus dem 15. Jahrhundert und sind, so Antonio Mordini, eventuell einer anderen Handschrift entnommen.
Die eigentliche Handschrift ist in sehr gutem Erhaltungszustand und enthält das erste Henochbuch vollständig. Der Text ist in zwei Kolumnen zu meist 28 oder 29 Zeilen angeordnet. Der Anfang der Handschrift ist zweifarbig, zeilenweise abwechselnd in roter und schwarzer Tinte geschrieben. Im Weiteren wird für den Haupttext schwarze Tinte verwendet, für Abschnittsmarkierungen rote Tinte. Eine Besonderheit der Handschrift besteht darin, so Bokhorst, dass der Schreiber nach größeren Sinneinheiten nicht den normalen Verstrenner setzt, sondern einen doppelten mit Bindestrich.

## Bedeutung

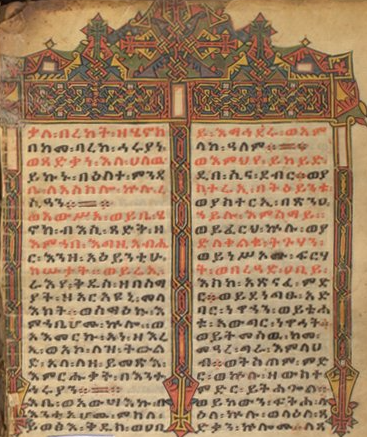
Beginn des altäthiopischen Henochbuches in der Handschrift Gunda Gunde 151

Die reiche Handschriftensammlung des Klosters Gunda Gunde wurde erst spät für die Wissenschaft erschlossen. Einen ersten, provisorischen Katalog veröffentlichte Antonio Mordini, der das Kloster mehrfach besucht hatte, im Jahre 1954, Gunda Gunde 151 ist dort als Nr. 29 verzeichnet. Ältere Ausgaben und Übersetzungen des Henochbuches von August Dillmann bis hin zu Siegbert Uhlig und Loren Stuckenbruck konnten deshalb Gunda Gunde 151 noch nicht berücksichtigen. Erst durch die Digitalisierung der Handschrift im Rahmen eines von der Universität Toronto initiierten Projekts steht sie der Wissenschaft uneingeschränkt zur Verfügung. Die erste wissenschaftliche Textausgabe und Übersetzung, in der die Handschrift berücksichtigt wurde, ist die Edition von 1. Henoch 14–16 durch Mirjam Judith Bokhorst (2021). Sie führt die Lesarten der Handschrift durchgängig im textkritischen Apparat zu ihrer Ausgabe des altäthiopischen Textes an und berücksichtigt auch die besonderen Abschnittsmarkierungen. Zusätzlich ermöglicht sie durch die textkritischen Anmerkungen zu ihrer Übersetzung erstmals auch nicht Ge’ez-Kundigen, den Text der Handschrift nachzuvollziehen.

## Weblink
- Gunda Gunde Collection der Universität Toronto